# Ghanas järnvägsnät

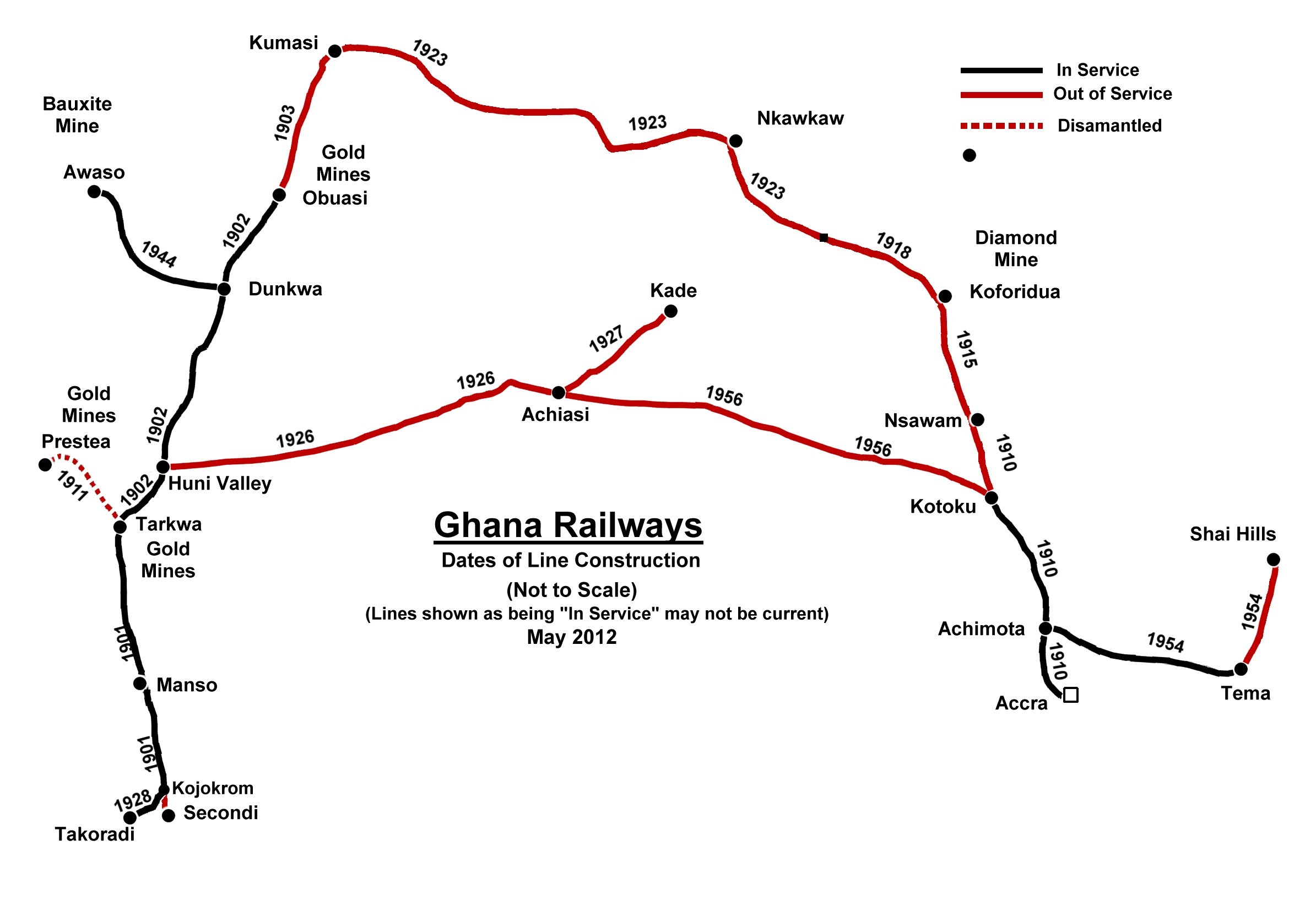
Ghanas järnvägsnät

Ghanas järnvägsnät förbinder en del av landets större städer med varandra, enligt bilden till höger, men det är fortfarande stora delar av landet som inte täcks av järnväg. Det pågår dock arbeten för att bygga ut nätet och att förbättra befintliga linjer. Däribland en järnvägslinje från Tema via Ho och Tamale till Ouagadougou, huvudstaden i grannlandet Burkina Faso. 

## Historik
Följande tabell visar järnvägslinjerna i Ghana. I kolumnen för kommentarer anges om linjen är i bruk eller inte samt annat som kan vara av intresse.

### De första linjerna (tidigt 1900-tal)
| År   | Linje            | Kommentar                                |
| ---- | ---------------- | ---------------------------------------- |
| 1901 | Sekondi - Tarkwa | Färdigställd 1898 och i bruk 1901        |
| 1902 | Tarkwa - Obuasi  |                                          |
| 1903 | Obuasi - Kumasi  |                                          |
| 1910 | Accra - Nsawam   |                                          |
| 1911 | Tarkwa - Prestea | Passagerartrafiken upphörde omkring 1998 |